# 軍隊を保有していない国家の一覧

青:一切の軍事力を保有していない国家
緑:常備軍は保有していないが、制限された軍事力は保有している国家

軍隊を保有していない国家の一覧（ぐんたいをほゆうしていないこっかのいちらん）では、軍隊を保有していない国家を一覧するとともに、その理由についても述べる。

## 概説
軍隊を保有していない国家は、国防に関して集団安全保障体制に加盟するか大国に防衛を依存していることが多い。また、国土面積や人口の小さな国が多い。
日本の場合は、第二次世界大戦に敗戦後に定めた日本国憲法第9条の規定により、戦力を保持しないことになっているが、「自衛のため」重武装組織である自衛隊を有しており、実質的な軍隊保有国に含め、同時に外国軍（在日米軍）の常時駐留を許している。

## 軍隊を保有しない理由
これらの国家が、軍隊を保有しないのには、幾つかの要因がある。

### 外交・経済上の理由
周辺国との深刻な対立がないため、軍事的な脅威にさらされる危険性がなく、その国自身も軍事的な活動を行なう意思がないため、軍隊を編成する必要を政府や国民が認めないような場合や、実戦に堪えられる程度の兵員数と兵器を、経済的理由で揃えることができなかったりする場合、その両方である場合が挙げられる。
軍隊を保有しない理由としては、もっとも一般的であり、ヨーロッパや太平洋、インド洋などのミニ国家のほとんどが外交・経済上の理由であることが多い。
なお、ミニ国家に分類されるものの、経済力が高く軍事的な脅威も潜在的に存在する、シンガポール・ブルネイ・バーレーンは、人口上の理由により小規模ではあるものの、最新鋭兵器を多数揃えた軍隊を維持している。また、バルバドス、アンティグア・バーブーダ、セントクリストファー・ネイビスなどカリブ海の英連邦諸国は、治安維持や沿岸警備を主任務とする数百人規模のイギリス式の軍隊を保有している。

### クーデター・内戦の予防
幾度となく軍隊がクーデターを起こしてきた過去がある場合、根本的解決をはかって、政情不安の直接の元凶である軍隊を解散（廃止）させる。
中央アメリカのコスタリカやハイチ、ドミニカ国が該当する。ただし、ハイチでは軍を解散したため、地方での内乱を鎮圧できず、大統領が亡命を余儀なくされる事態が発生するなど、相応のリスクもある。他にもセーシェルやモルディブなど、内乱の発生を抑えられず、軍を再建したケースもある。

### 周辺国の介入、外国軍の占領による強制的な軍隊の解体
- 大国が小国の政権を直接武力介入で打倒した後、自国に都合のよい政権を樹立する事が専らである。この新政権に対する再度のクーデターの予防措置として、旧政権の支持基盤であった軍隊を強制的に解体させる事で安定を図る。1980年代にアメリカ合衆国の軍事侵攻を受けたグレナダやパナマが該当。
- 戦勝国が敗戦国を占領し、軍隊を解体。駐留する戦勝国軍が専ら防衛を担う場合。1955年の再軍備前の東・西ドイツ、第二次世界大戦直後の日本、朝鮮半島など。

## 一覧
- バチカン
キリスト教精神を基調とする正義に基づき、武力紛争の回避を提唱する[1]。国としての軍はないが、スイス衛兵と呼ばれる教皇直属の100人規模の警察と軍を兼ね備えた組織を持つ。主な武装は拳銃と催涙スプレーである。イタリアのローマ市警察やカラビニエリ(軍警察)と協力している。
- リヒテンシュタイン
コスト面から1868年に軍を解体。国家警察（ドイツ語版、英語版）は隣接する諸国の軍と密接な関係を持っており[2]、スイスの軍事的保護下にあるという意識も国内にひろまっているが、スイスは条約上の保護義務を持っていない[3]。
- コスタリカ
憲法（英語版）では「恒久的制度としての軍隊を廃止」と常備軍の廃止を規定しているものの、有事には徴兵制を行い軍を組織できることになっている。また法執行機関のうち、警備警察を担う公安部隊には、憲法で「国の自主性を守る」という役割が与えられており、イギリスの国際戦略研究所などでは「準軍隊」として扱われている。この準軍隊である組織の予算も隣国ニカラグアの国軍の3倍近くあり、ニカラグア側からは「軍」と形容されている[4]。またサンディニスタ民族解放戦線（FSLN）の脅威を受けていた1980年代には、アメリカ軍の軍事援助のもと、治安警備隊や地方支援警察など（いずれも公安部隊の前身組織）を上回る規模の民兵を組織して対応した[5]。
- パナマ
アメリカ軍のパナマ侵攻後の1990年に軍が解体された。1994年改正の憲法で軍の非保有を宣言。2019年時点で国家警察20,000人、国家国境警備隊4,000人、国立航空海兵隊（英語版）2,000人を数える[6]。
- ソロモン諸島
1998年に部族同士の抗争から武力衝突が発生し、独力で解決できなかったソロモン諸島政府はイギリス連邦に救援を求めた。しかし2000年にクーデターが発生したためにオーストラリアとニュージーランドによる調停が行われた[7]。2003年からオーストラリア・ニュージーランドが主導した太平洋諸島フォーラム（PIF）加盟国の警察・軍隊からなるソロモン諸島支援ミッション（英語版）（RAMSI）が派兵され、2013年まで駐兵していた[8]。
- ツバル
- バヌアツ
バヌアツ機動部隊（300名）と呼ばれる国家警察指揮下の準軍事部隊が存在。
- モーリシャス
モーリシャス警察隊（8,000名規模）のみであるが、その指揮下に準軍事組織として特別機動隊（英語版）と沿岸警備隊が存在。

### 集団安全保障体制に参加している国家
- アイスランド
軍隊は保有していないが、北大西洋条約機構に加盟している。かつてはアメリカ軍がアイスランド防衛隊として駐留していたが、2006年に撤退している。沿岸警備隊の他、外務省が平和維持目的で国外派遣する危機対応部隊（英語版）を保有しているが、これらの法的位置づけが政治問題となっている。詳細はアイスランドの軍事を参照。
- セントビンセント・グレナディーン
独自の軍は保有していないが、王立の警察軍があり、首相が内相、国防相を兼ねる。また、OECS加盟国にバルバドスを加えた7カ国での地域安全保障システム（RSS）に参加している。
- セントルシア
1996年3月、RSSに参加している。沿岸警備隊と特殊部隊を含む王立セントルシア警察隊を保有している。
- ドミニカ国
軍によるクーデターがあったため、1981年以降軍を保有していない。RSSに参加している。沿岸警備隊と特殊部隊を含むドミニカ警察隊を保有している。
- グレナダ
以前はグレナダ人民革命軍を編成していたが、1983年のグレナダ侵攻により解体された。RSS参加国。軍隊の代わりに王立グレナダ警察軍と沿岸警備隊を保有している。

### 特定の国家に防衛を依存する国家
- サンマリノ
儀礼的な軍隊はあるが、現代的な軍隊は保有していない。また政府は国防のために、16歳から60歳までの全国民を動員できる権限を持つ。防衛についてはイタリアが責任を持つ[9]。
- アンドラ
外交権限は自国政府が行使するが、常備軍は持たない[10]。国防についてはスペインとフランスが責任を持つ[11]。
- マーシャル諸島
自由連合により国防の権限はアメリカが持つ[12]。
- パラオ
非核憲法を持つが、自由連合により国防の権限は米国が持つ。アメリカ軍実戦部隊は駐留していない。パラオ市民がアメリカ軍人として数多く採用されている[13]。
- モナコ
フランスによって領土の防衛を約束されている。ただし緊急事態を除き同軍の派兵に際しモナコの要請・同意が必要[14]。
- サモア
ニュージーランドとの友好条約に基づき、有事の際はニュージーランドが支援する[15]。
- クック諸島
防衛についてはニュージーランドが責任を負う[16]。独立国として承認する国は少ない（日本は2011年に国家承認している）。
- ニウエ
防衛と外交についてはニュージーランドが責任を負う[17]。独立国として承認する国はごくわずかである（日本は2015年に国家承認している）。
- キリバス
憲法で常備軍保有を禁じている。国防についてはオーストラリアとニュージーランドが保障している[18]。
- ナウル
国防軍は持たない。防衛については非公式ながらも、オーストラリアに委任している[19]。

## 「軍隊を再保有した国」または「建国当初は軍隊を保有していなかった国」
- コモロは1975年に独立し、国防省が設置されたものの、経済的理由から国軍を保有せず、防衛を主に白人の外国人傭兵に一任してきた。しかし、傭兵によるクーデターやテロが頻発し、旧宗主国のフランスが軍事介入するまでに至ったため、1996年に軍を建設している（現在のコモロ警備軍（英語版））。
- モルディブは1965年の独立以来軍隊を保有していない国家であった。1988年にモルディブ国内の実業家の要請を受けたスリランカの過激派組織タミル・イーラム人民解放機構によって侵攻を受けた。この事件はインド軍の速やかな介入によって解決された（1988年モルディブクーデター）。2006年に、国家保安隊を改組してモルディブ国防軍を建設している。
- セントクリストファー・ネイビスでは1980年に現役部隊が廃止されるが、1997年に復活している。
- セーシェルは1976年の独立時に軍隊を保有していなかったが、1977年にフランス＝アルベール・ルネと彼を支持する武装民兵によるクーデターが発生後、民兵がセーシェル人民防衛軍（ドイツ語版）に改組されている。
- 日本は1945年に連合国に降伏したことにより、陸軍と海軍を武装解除・解体した。その後アメリカ軍をはじめとする連合国軍が日本の国防を担当した。1950年の朝鮮戦争勃発に伴い、同年警察予備隊（後の陸上自衛隊）を設立することになり、組織改編を経て、現在の自衛隊となった。国際法上は軍隊としての扱いを受けるものの、日本政府は日本国憲法第9条の解釈から自衛隊は軍隊ではないとし、一行政機関として扱われる。詳しくは「再軍備#日本」を参照。
- ドイツは第二次世界大戦後の連合国による占領を経て、1949年にドイツ連邦共和国（西ドイツ）とドイツ民主共和国（東ドイツ）の2つに分離・独立したが、独立当初は軍隊を保持していなかった。西ドイツは1955年にドイツ連邦軍を組織し、東ドイツは1956年に国家人民軍を組織している。
- ハイチは1994年の軍事政権退陣後に軍を解体。しかし軍解体後には反政府武装勢力の台頭で国内が混乱し、国家警察軍（7,300人規模）を編成した。ただし、書類上は軍は廃止されておらず、2011年に就任したミシェル・マテリ大統領は軍の再建を公約した。2017年に国防軍（英語版）が再招集された[20]。